# 維珍尼亞州第十國會選區
弗吉尼亚州第十国会选区是弗吉尼亚州的一个联邦国会选区。目前代表該選區的是民主黨人珍妮弗·韦克斯，她于2018年首次当选。
该地区包括全部的克拉克县、腓特烈郡、劳登县、費爾法克斯縣和威廉王子縣的部分地区，以及独立城市馬納薩斯、馬納薩斯帕克和溫彻斯特。这个选区在全州范围内的选举中与维吉尼亚州的投票模式非常接近，其差距与最终的全州结果几乎相同。
自1952年重建以来，第十选区在66年的时间里有60年是由共和黨控制的，包括喬爾·布羅伊爾和弗兰克·沃尔夫的长期代表。沃尔夫的前助手芭芭拉·康斯托克在2014年大选后接替了他的职位。在2018年期中選舉，康斯托克被韦克斯击败。

## 人口统计资料
据拉里·萨巴托的“水晶球”显示，截至2016年4月14日，该选区有许多“富有且受过高等教育的选民”。具体来说，白人约占总人口的61%，移民（主要是西班牙裔和亞裔）占20%以上。超过一半的成年人拥有至少四年的學士學位。收入中位數为120,384美元。
第十选区区有35,500名联邦工作人员。相比之下，第一选区有46,900人，第11选区有51900人，第8选区有81100人。该地区东部是杜勒斯机场和科技、电信和航空航天公司的所在地，其中包括威瑞森商业全球有限责任公司和航空系统公司。
现代的第十国会选区于1952年成立。在接下来的20年里，它由阿靈頓、亚历山德里亚和費爾法克斯縣的大部分地区组成。1970年人口普查后重新划分选区的结果是，它失去了亞歷山大港，并被西移到勞登縣。自该选区成立以来，喬爾·T·布羅伊爾一直是该选区的代表，但在1974年的竞选浪潮中输给了民主黨人約瑟夫·L·費舍爾。在1980年败给弗兰克·沃尔夫之前，费舍尔担任了三个任期。

## 投票
弗吉尼亚州的第十国会选区曾经是共和黨的大本营，曾经以两位数的优势支持过共和党候选人。2000年，现任国会议员弗兰克·沃尔夫赢得了超过80%的选票，尽管没有民主党人申请竞选。两年后，沃尔夫以43个百分点的优势击败了他的民主党挑战者约翰·史蒂文斯。2004年，乔治·W·布什总统以11个百分点的优势赢得了这个地区。
随着时间的推移，由于华盛顿郊区的人口增长，无论是国会选举还是全州选举，差距都开始缩小。2012年，米特·羅姆尼以一个百分点的微弱优势赢得了该地区，而2016年，希拉里·克林顿以10个百分点的优势赢得了该地区。2020年的乔·拜登更以19%的差距贏得這個選區。

## 歷屆國會議員
| 眾議員          | 政黨   | 年分                        | 屆數            | 選舉歷史              |
| --------------- | ------ | --------------------------- | --------------- | --------------------- |
| 芭芭拉·康斯托克 | 共和黨 | 2015年1月3日 – 2019年1月3日 | 第114屆 第115屆 | 連任失敗              |
| 珍妮弗·韦克斯   | 民主党 | 2019年1月3日 –              | 第116屆 第117屆 | 2018年當選 2020年連任 |

## 選區劃分
| 期間          | 選區範圍 |
| ------------- | -------- |
| 2003年–2013年 |          |
| 2013年–2023年 |          |